# Hermandad del Sol (Sevilla)
La Hermandad del Sol es una cofradía católica de Sevilla, Andalucía, España. Procesiona en la Semana Santa el Sábado Santo.
Su nombre completo es Hermandad Sacramental de la Inmaculada Concepción de María Santísima de la Salud y Cofradía de Nazarenos del Triunfo de la Santa Cruz, Santo Cristo Varón de Dolores de la Divina Misericordia, Nuestra Señora del Sol, San Juan Evangelista y Santa María Magdalena.

## Historia
Las primeras noticias que se tienen de la hermandad datan del año 1932, cuando un grupo de alumnos del colegio de los jesuitas situado en la calle Pajaritos de Sevilla se constituyeron en grupo de fieles para dar culto a una imagen de Jesucristo crucificado con la advocación de Cristo de la Sangre. Encabezados por Pedro Álvarez-Ossorio Fernández-Palacios, sus hermanos y amigos, decidieron procesionar con el Cristo de la Sangre, el Lunes Santo de 1932.
Tras un paréntesis largo en su actividad ocasionado por la guerra civil española y los años posteriores a la misma, se asentó con su fundador Pedro Álvarez-Ossorio Fernández-Palacios en el barrio de los Remedios de Sevilla, procesionando cada primavera como Cruz de Mayo por Los Remedios. La procesión formada por la familia Álvarez-Ossorio y los chicos del barrio constaba de dos pasos. En el primer, procesionaba un nazareno con la cruz al hombro, un par de romanos (uno a caballo) y otras figuras. El segundo era un paso de palio, en el que procesionaba la antigua imagen de la Virgen del Sol. La Cruz de Mayo salía de un antiguo garaje de la Calle Virgen de Loreto. Gracias a la fructuosa labor del ya citado Pedro Álvarez-Ossorio, su esposa Mercedes Rojas-Marcos, hijos, nietos y amigos de la familia, consiguieron convertirla en agrupación Parroquial en 1987, tomando el título de Agrupación Parroquial Mariana Nuestra Señora del Sol.
En 1989 se trasladó al barrio de El Plantinar (Sevilla), donde tiene su sede actual y en 1995 se convirtió en Hermandad de Gloria, realizando procesión anual fuera de la Semana Santa durante 10 años. En 2006 pasó a ser Hermandad de Penitencia y estableció su sede en la Parroquia de San Diego de Alcalá. El Sábado de Pasión del año 2007 realizó su primera estación de penitencia a la Parroquia de Nuestra Señora del Juncal, pero no se incorporó a la Semana Santa hasta el año 2010 en que realizó estación a la catedral de Sevilla en la tarde del Sábado Santo.
El 12 de octubre de ese mismo año, y tras 9 meses de obras, el arzobispo Juan José Asenjo Pelegrina bendijo la nueva capilla sacramental de la parroquia de San Diego de Alcalá, donde además de adorar al Santísimo Sacramento, se veneran a las imágenes titulares de la hermandad. 
Un mes más tarde, concretamente el 13 de noviembre (festividad de San Diego de Alcalá) la hermandad recibió el pergamino por el cual la Comunidad Franciscana admitió a la corporación en su nómina, recibiendo dicho pergamino de manos de fray Joaquín Domínguez Serna, Ministro Provincial de la Provincia Bética Franciscana.

## Santo Cristo Varón de Dolores de la Divina Misericordia
El Santo Cristo Varón de Dolores de la Divina Misericordia, obra de José Manuel Bonilla Cornejo, es una imagen alegórica del Señor con las heridas producidas por la Pasión y la corona de espinas. Cristo abraza la Cruz con la mano izquierda y a sus pies aparecen diferentes símbolos: El cráneo de Adán, la corona de espinas, los clavos de la crucifixión y la serpiente del pecado. La imagen está inspirada en el Santísimo Cristo de Varón de Dolores situado en el altar mayor de la Capilla del Hospital del Pozo Santo, imagen atribuida al taller de Roldán. La talla fue realizada en el año 2003 por José Manuel Bonilla Cornejo.

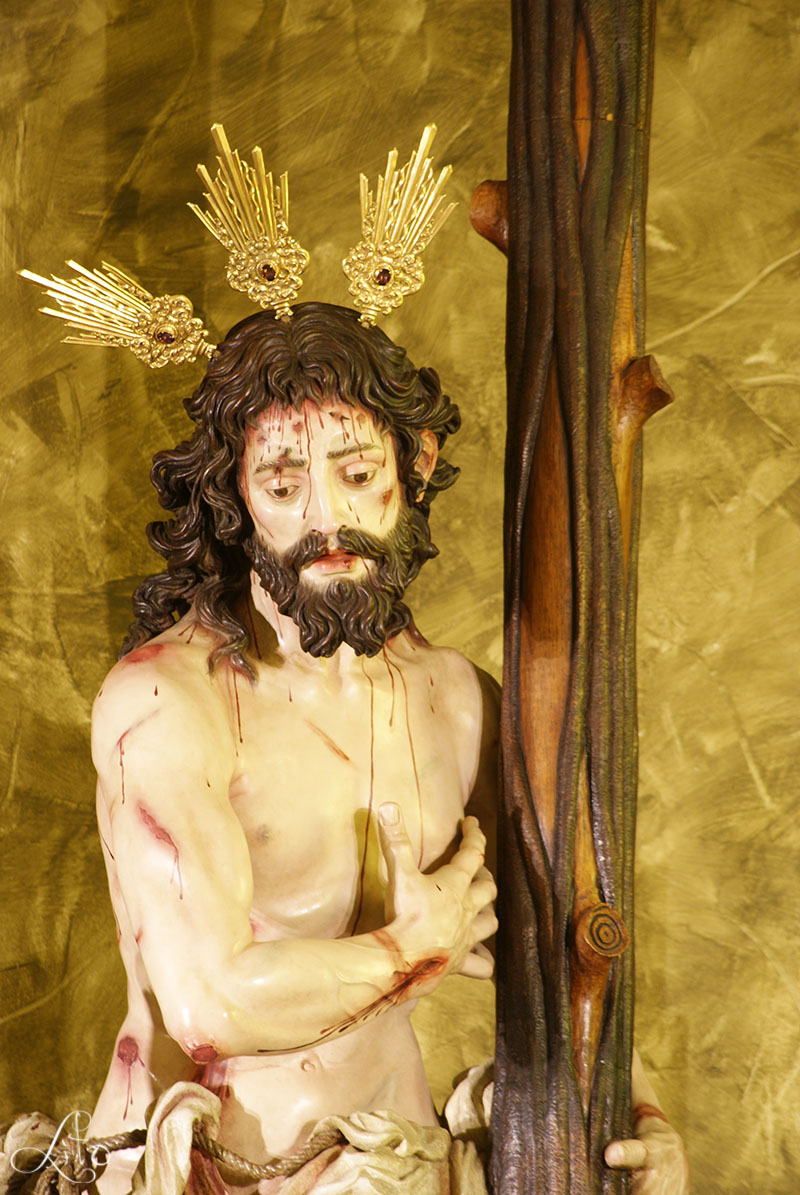
Varón de Dolores

## Virgen del Sol
En su paso se representa la Sacra Conversación bajo palio. Esta iconografía está formada por la imagen de la Virgen del Sol flanqueada por San Juan Evangelista y María Magdalena. La presencia de María Magdalena y San Juan junto a María componen una estampa de dolor compartido por la muerte de Jesús de Nazaret. Las tallas son obra del escultor José Manuel Bonilla Cornejo. La Virgen del Sol fue realizada en 1989 y San Juan Evangelista y Santa María Magdalena en 2009. Dicha representación de la Sacra Conversación bajo palio fue una imagen que hace siglos se podía contemplar también en hermandades como la Esperanza de Triana o el Valle.

## Música
El acompañamiento musical del paso de Cristo corre a cargo de la Banda de Cornetas y Tambores Nuestra Señora del Sol, que es de la propia Hermandad y fue fundada en 1975.
El paso de la Sacra Conversación va acompañado en cambio por la Banda de Música Nuestra Señora del Sol, también perteneciente a la propia Hermandad.

## Paso por la carrera oficial
| Predecesor: La Mortaja (Viernes Santo) | Orden de entrada en carrera oficial (Sábado Santo) 1er lugar | Sucesor: Los Servitas |